# Biroia fraudator
Biroia fraudator är en stekelart som först beskrevs av Henri Saussure 1892.  Biroia fraudator ingår i släktet Biroia och familjen bracksteklar. Inga underarter finns listade.